# 提穆迪
29°19′N 1°8′W / 29.317°N 1.133°W

提穆迪（阿拉伯语：‎），是阿爾及利亞的城鎮，位於該國西部貝沙爾省，由凱爾扎茲區負責管轄，面積6,175平方公里，海拔高度359米，2008年人口2,389，人口密度每平方公里0.4人。